# Lista odcinków serialu anime Assassination Classroom
Artykuł zawiera listę wszystkich wyemitowanych odcinków telewizyjnego serialu anime Assassination Classroom, opracowanego na podstawie mangi autorstwa Yūseia Matsuia. Seria została wyprodukowana przez studio Lerche i wyreżyserowana przez Seijiego Kishiego.
Pierwszy sezon był emitowany w Japonii na antenie Fuji TV od 9 stycznia do 19 czerwca 2015.
Emisja drugiego sezonu rozpoczęła się 7 stycznia i zakończyła 30 czerwca 2016.
W Polsce anime było emitowane na kanale Polsat Games od 15 października 2018.

## Przegląd serii
| Sezon | Sezon | Odcinki | Premiera serii  | Finał serii     |
| ----- | ----- | ------- | --------------- | --------------- |
|       | 1     | 22      | 9 stycznia 2015 | 19 czerwca 2015 |
|       | 2     | 25      | 7 stycznia 2016 | 30 czerwca 2016 |

## Lista odcinków

### Sezon 1 (2015)
| №  | #  | Tytuł                                                                                     | Premiera         |
| -- | -- | ----------------------------------------------------------------------------------------- | ---------------- |
| 1  | 1  | Czas zabijania Ansatsu no jikan (暗殺の時間)                                              | 9 stycznia 2015  |
| 2  | 2  | Czas na baseball Yakyū no jikan (野球の時間)                                              | 16 stycznia 2015 |
| 3  | 3  | Czas Karmy Karuma no jikan (カルマの時間)                                                 | 30 stycznia 2015 |
| 4  | 4  | Czas dorastania Otona no jikan (大人の時間)                                               | 6 lutego 2015    |
| 5  | 5  | Czas na apel Shūkai no jikan (集会の時間)                                                 | 13 lutego 2015   |
| 6  | 6  | Czas egzaminów Tesuto no jikan (テストの時間)                                             | 20 lutego 2015   |
| 7  | 7  | Czas na wycieczkę, część 1 Shūgakuryokō no jikan: Ichi-jikan-me (修学旅行の時間・1時間目) | 27 lutego 2015   |
| 8  | 8  | Czas na wycieczkę, część 2 Shūgakuryokō no jikan: Ni-jikan-me (修学旅行の時間・2時間目)   | 6 marca 2015     |
| 9  | 9  | Czas na nową uczennicę Tenkōsei no jikan (転校生の時間)                                   | 13 marca 2015    |
| 10 | 10 | Czas przełamać lody Eru āru no jikan (LRの時間)                                           | 20 marca 2015    |
| 11 | 11 | Czas na nowego ucznia Tenkōsei no jikan: Ni-jikan-me (転校生の時間・2時間目)              | 27 marca 2015    |
| 12 | 12 | Czas na turniej Kyūgi taikai no jikan (球技大会の時間)                                    | 10 kwietnia 2015 |
| 13 | 13 | Czas na talent Sainō no jikan (才能の時間)                                                | 17 kwietnia 2015 |
| 14 | 14 | Czas na wizję Bijon no jikan (ビジョンの時間)                                             | 24 kwietnia 2015 |
| 15 | 15 | Czas egzaminów Kimatsu no jikan (期末の時間)                                              | 1 maja 2015      |
| 16 | 16 | Czas na ferie Shūgyō no jikan: Ichi-gakki (終業の時間・1学期)                             | 8 maja 2015      |
| 17 | 17 | Czas na wyspę Shima no jikan (島の時間)                                                   | 15 maja 2015     |
| 18 | 18 | Czas akcji Kekkō no jikan (決行の時間)                                                    | 22 maja 2015     |
| 19 | 19 | Czas na rwetes Fukuma no jikan (伏魔の時間)                                               | 29 maja 2015     |
| 20 | 20 | Czas Karmy, lekcja druga Karuma no jikan: Ni-jikan-me (カルマの時間・2時間目)             | 5 czerwca 2015   |
| 21 | 21 | Czas na prawdę Takaoka no jikan (鷹岡の時間)                                              | 12 czerwca 2015  |
| 22 | 22 | Czas Nagisy Nagisa no jikan (渚の時間)                                                    | 19 czerwca 2015  |

### Sezon 2 (2016)
| №  | #  | Tytuł                                                              | Premiera         |
| -- | -- | ------------------------------------------------------------------ | ---------------- |
| 23 | 1  | Czas na letni festiwal Natsumatsuri no jikan (夏祭りの時間)        | 7 stycznia 2016  |
| 24 | 2  | Czas na Kaede Kaede no jikan (カエデの時間)                        | 14 stycznia 2016 |
| 25 | 3  | Czas na Itone Horibe Itona no jikan (堀部糸成の時間)               | 21 stycznia 2016 |
| 26 | 4  | Czas Masayoshiego Tsumugu jikan (紡ぐ時間)                         | 28 stycznia 2016 |
| 27 | 5  | Czas na Isogai Rīdā no jikan (リーダーの時間)                      | 4 lutego 2016    |
| 28 | 6  | Czas Okajimy Bifō afutā no jikan (ビフォーアフターの時間)          | 11 lutego 2016   |
| 29 | 7  | Czas Meg Shinigami no jikan zenpen (死神の時間 前編)               | 18 lutego 2016   |
| 30 | 8  | Czas Terasaki Shinigami no jikan kōhen (死神の時間 後編)           | 25 lutego 2016   |
| 31 | 9  | Czas na drugą rundę Ni-Shū-me no jikan (2周目の時間)               | 3 marca 2016     |
| 32 | 10 | Czas na szkolny festiwal Gakuen-sai no jikan (学園祭の時間)        | 10 marca 2016    |
| 33 | 11 | Czas na egzaminy Kimatsu no jikan ni-jikan-me (期末の時間 2時間目) | 17 marca 2016    |
| 34 | 12 | Czas na kreatywne myślenie Kūkan no jikan (空間の時間)             | 24 marca 2016    |
| 35 | 13 | Czas na pozwolić żyć innym Ikasu jikan (生かす時間)                | 31 marca 2016    |
| 36 | 14 | Czas wyjść z cienia Shōtai no jikan (正体の時間)                   | 7 kwietnia 2016  |
| 37 | 15 | Czas wyznań Kokuhaku no jikan (告白の時間)                         | 21 kwietnia 2016 |
| 38 | 16 | Czas przeszły Kako no jikan (過去の時間)                           | 28 kwietnia 2016 |
| 39 | 17 | Czas niezgody Bunretsu no jikan (分裂の時間)                       | 5 maja 2016      |
| 40 | 18 | Czas na wynik Kekka no jikan (結果の時間)                          | 12 maja 2016     |
| 41 | 19 | Czas na kosmos Uchū no jikan (宇宙の時間)                          | 19 maja 2016     |
| 42 | 20 | Czas na walentynki Barentain no jikan (バレンタインの時間)         | 26 maja 2016     |
| 43 | 21 | Czas na zaufanie Shinrai no jikan (信頼の時間)                     | 2 czerwca 2016   |
| 44 | 22 | Czas na urodziny Happī bāsudei no jikan (ハッピーバースデイの時間) | 9 czerwca 2016   |
| 45 | 23 | Czas na głównego bossa Rasubosu no jikan (ラスボスの時間)          | 16 czerwca 2016  |
| 46 | 24 | Czas na koniec roku Sotsugyō no jikan (卒業の時間)                 | 23 czerwca 2016  |
| 47 | 25 | Gratulujemy ukończenia szkoły Mirai no jikan (未来の時間)          | 30 czerwca 2016  |